# Scotinella approximata
Espèce
Synonymes
- Phrurolithus approximatus Gertsch & Davis, 1940

Scotinella approximata est une espèce d'araignées aranéomorphes de la famille des Phrurolithidae.

## Distribution
Cette espèce est endémique de Mexico au Mexique,.

## Description
Le mâle holotype mesure 2,00 mm.

## Systématique et taxinomie
Cette espèce a été décrite sous le protonyme Phrurolithus approximatus par Gertsch et Davis en 1940. Elle est placée dans le genre Scotinella par Chamé-Vázquez et Jiménez en 2022.

## Publication originale
- Gertsch & Davis, 1940 : « Report on a collection of spiders from Mexico. III. » American Museum novitates, no 1069, p. 1-22 (texte intégral).